# Orlí hnízdo (přírodní památka, okres Kroměříž)
Orlí hnízdo je přírodní památka jihozápadně od Rajnochovic v okrese Kroměříž ve Zlínském kraji. Nachází se na východním úbočí vrchu Čerňava v nadmořské výšce 708–787 metrů. Tvoří ji bučina s nevelkou jeskyní.

## Historie
Les na úbočí Čerňavy roste na nepříznivém stanovišti, a patří proto k lesům ochranným. Nejméně dvacet let před vyhlášením chráněného území na lokalitě neprobíhaly úmyslné těžby ani zalesňování nepůvodními dřevinami. Nejpozději do první poloviny dvacátého století se v území těžil kámen. Drobné stopy po těžbě (otvory v kamenech, polotovary, rytiny) jsou stále patrné.
V chráněném území stojí trampská chata. Původní byla postavena v letech 1967–1968 a nová na jejím místě vyrostla v období let 1970–1975. Provoz chaty nenarušuje okolní biotopy, ale spalování dřeva z přilehlých částí lesů pravděpodobně ovlivňuje množství ležícího mrtvého dřeva a stojících souší.
Chráněné území vyhlásil Krajský úřad Zlínského kraje v kategorii přírodní památka s účinností od 11. srpna 2015.

## Přírodní poměry
Přírodní památka s rozlohou 3,01 hektaru leží v katastrálním území Rajnochovice. Nachází se v Hostýnských vrších v nadmořské výšce 708–787 metrů na úbočí vrchu Čerňava. Území se překrývá s evropsky významnou lokalitou a ptačí oblastí Hostýnské vrchy.

### Abiotické poměry
Geologické podloží tvoří horniny zlínského souvrství račanské jednotky magurské skupiny příkrovů: pískovec, jílovec a slepenec. Na povrch vystupují pískovcové skalní výchozy, balvany a sutě. V geomorfologickém členění Česka přírodní památka leží v celku Hostýnsko-vsetínská hornatina, podcelku Hostýnské vrchy a okrsku Rusavská hornatina. Nachází se na strmém a k východu orientovaném svahu. Součástí území je jeskyně s rozměry 1 × 0,6 × 1,2 metru. Z půdních typů se zde vyvinul ranker kambický.
Území odvodňuje Rosošný potok, který je přítokem Juhyně, jež se vlévá do Bečvy. Patří tedy k povodí Moravy. V Quittově klasifikaci podnebí se přírodní památka nachází v mírně teplé oblasti MT2, která od nadmořské výšky 775 metrů přechází do chladné oblasti CH2.

### Flóra a fauna
V listnatém lese převládá buk lesní (Fagus sylvatica). Z ohrožených druhů byl v době před vyhlášením chráněného území zaznamenán výskyt silně ohroženého lejska malého (Muscicapa striata) a zranitelné žluny šedé (Picus canus).

## Ochrana přírody
Předmětem ochrany jsou biotopy květnatých (30 % rozlohy) a acidofilních bučin (68 % rozlohy) a nevelká jeskyně. Z druhů jsou v přírodní památce chráněny lejsek malý a žluna šedá. Cílem ochrany je udržení nebo zlepšení stavu obou biotopů a podpora autoregulačních procesů přirozených ekosystémů. Chráněné území je součástí honitby Čerňava. V důsledku vysokého stavu zvěře, zejména daňka evropského, je poškozována druhová a věková skladba lesního porostu.

## Přístup
Územím přírodní památky nevedou žádné turisticky značené trasy. Několik desítek metrů od západního okraje vede žlutě značená trasa od chaty Tesák k vrcholu Čerňavy.